# Иванов, Олег Владимирович
Оле́г Влади́мирович Ивано́в (14 февраля 1908, Санкт-Петербург — 1969, Ленинград) — советский оператор документального и научно-популярного кино, фронтовой кинооператор в годы Великой Отечественной войны.

## Биография
Родился в Санкт-Петербурге.
С 1929 года обучался в Ленинградском фотокинотехникуме, там же работал художником-мультипликатором. Кроме того был помощником оператора на фильме «Обломок империи» (1929, «Союзкино»). После окончания техникума в 1930 году продолжил работать на кинофабрике «Союзкино», где участвовал в съёмках «Города и годы», «Спящая красавица» (1930), «Златые горы» (1931), «Встречный» (1932), как актёр снялся в картине «Не хочу ребёнка» / «Разве жизнь не прекрасна» (1930).
В период 1931—1933 годов служил в Красной армии, по окончании устроился художником-мультипликатором на ленинградскую фабрику «Белгоскино», а затем ассистентом оператора и оператором на Ленинградской студии кинохроники. В период 1936—1938 годов — на Свердловской студии кинохроники. В 1938 году вернулся в Ленинград, работал на Ленкинохронике, а также режиссёром-оператором на производственном предприятии ЛИКИ. С августа 1940 года — оператор-фотограф отделения Института физиологии имени И. П. Павлова в Колтушах.
23 июня 1941 года был призван в РККА, служил в 3-м полку аэростатов заграждения в звании техник-лейтенант. В марте 1942 года был отозван на Ленинградскую студию кинохроники (с апреля 1942 года — Ленинградская объединённая киностудия). Снимал действия авиационных частей во время многих боевых вылетов на разведку, штурмовку и бомбёжку.
С марта 1944 года — в киногруппе Карельского фронта, с декабря того же года в киногруппе 4-го Украинского фронта.
…Работает на фронте с первых дней Отечественной войны. Является культурным и мужественным кинооператором. Имеет значительные достижени по съёмкам операций войск Ленинградского фронта, которые он фиксировал на плёнку, начиная от суровых дней блокады и кончая победоносным наступлением в Эстонии и освобождением её столицы — г. Таллина.6 апреля 1945 — И. о. начальника фронтового отдела Центральной студии документальных фильмов В. Штатланд
Ст. редактор В. Попов
В конце войны получил тяжелое ранение, долгое время провёл в госпитале.
С июля 1945 года вновь на Ленинградской студии кинохроники. В 1959 году перешёл на киностудию «Леннаучфильм». Кроме фильмов является автором сюжетов для кинопериодики: «Железнодорожник», «Ленинградская кинохроника», «Ленинградский киножурнал», «Наш край», «Новости дня», «Пионерия», «Советская Карелия», «Союзкиножурнал».
Член ВКП(б) с 1946 года, член Союза кинематографистов СССР (Ленинградское отделение) с 1958 года.

## Фильмография
Оператор
- 1935 — Будни Баренцева моря
- 1938 — ГОМЗ им. ОГПУ
- 1939 — Трахеотомия
- 1942 — Ленинград в борьбе (в соавторстве)
- 1943 — Балтика (совместно с Н. Долговым, С. Фоминым, А. Климовым, А. Погорелым, Б. Соркиным)
- 1944 — Битва за Прибалтику (в соавторстве)
- 1944 — Великая победа под Ленинградом (в соавторстве)
- 1944 — Восьмой удар (в соавторстве)
- 1944 — К вопросу о перемирии с Финляндией (в соавторстве)
- 1944 — Клоога — лагерь смерти (совместно с Е. Учителем)[11]
- 1944 — Ленинградские партизаны (в соавторстве)
- 1944 — Петродворец, Пушкин, Павловск (совместно с Б. Дементьевым, А. Климовым)
- 1944 — Строительство мостов
- 1945 — Девушки Ленинграда (совместно с Г. Трофимовым)[12]
- 1945 — Праздник советской науки (в соавторстве)
- 1946 — Путешествие по родному краю (в соавторстве)
- 1947 — Ленинград (совместно с Е. Учителем, Г. Трофимовым, С. Фоминым)[13]
- 1948 — 30 лет ВЛКСМ
- 1948 — Школа русской электротехники
- 1949 — Сибирь советская (в соавторстве)
- 1950 — XXXIII-й праздник Великого Октября в Ленинграде (совместно с А. Богоровым, Г. Донцом, Н. Блажковым, Л. Изаксоном, Я. Гринбергом)
- 1950 — Всенародный кандидат (в соавторстве)
- 1950 — Ленинград голосует (в соавторстве)
- 1950 — Народ чтит память Суворова (в соавторстве)
- 1950 — Наши дети
- 1950 — Памяти Суворова (в соавторстве)
- 1950 — Рационализаторы одного завода
- 1950 — Сила примера
- 1951 — На пограничной заставе (совместно с Г. Трофимовым)[14]
- 1952 — Молодые моряки (совместно с Г. Трофимовым)[15]
- 1952 — Путь к морю (совместно с Г. Трофимовым)[16]
- 1953 — 1-е Мая в городе Ленинграде (в соавторстве)
- 1953 — В Ленинграде (совместно с А. Погорелым)[17]
- 1953 — День отдыха в Ленинграде (совместно с А. Погорелым)
- 1953 — Калинин — Москва — Калинин (в соавторстве)
- 1953 — На зимнем стадионе (совместно с В. Валдайцевым, С. Масленниковым, Ф. Овсянниковым, Г. Симоновым)
- 1953 — Памяти Суворова (совместно с Я. Гринбергом)[18]
- 1953 — Празднование 36-й годовщины Октября в Ленинграде (в соавторстве)
- 1954 — Будь готов! (совместно с Г. Трофимовым, Я. Блюмбергом, Г. Донцом, С. Ковалёвой)[19]
- 1954 — Дружеская встреча (в соавторстве)
- 1954 — Кронштадту 250 лет (совместно с В. Микошей, Г. Трофимовым, Я. Блюмбергом, О. Арцеуловым, Е. Федяевым)
- 1954 — Опыт тутаевских свиноводов (в соавторстве)
- 1954 — Финские гости в Советской стране (в соавторстве)
- 1955 — Активисты оборонной работы (совместно с Ф. Овсянниковым)
- 1955 — По ленинским местам (совместно с Ф. Овсянниковым)
- 1957 — Свет над Юргой
- 1958 — Зимняя спартакиада народов РСФСР (в соавторстве)
- 1958 — Спартакиада Вооруженных Сил СССР (совместно с Г. Донцом, К. Станкевичем, Г. Трофимовым)[20]
- 1958 — СССР — Финляндия (в соавторстве)
- 1959 — Дочери России (совместно с Н. Блажковым)
- 1960 — Большой улов
- 1961 — Кто украсил ёлку
- 1961 — Поливное земледелие
- 1962 — По тропам сурового края
- 1962 — Техника безопасности и промышленная санитария при переработке скота
- 1963 — Акт о списании
- 1965 — Подсолнечник на Кубани (в соавторстве)
- 1965 — Удобрения и урожай
- 1966 — В книжном царстве-государстве
- 1967 — Этому знаку верьте (совместно с К. Погодиным)
- 1968 — Загадка Крылова (совместно с Н. Сергеевым)
- 1968 — Ленинградские здравницы зимой
- 1968 — Ритмы революции
- 1969 — Радуга на снегу
- 1969 — Страница 100

Режиссёр
- 1938 — ГОМЗ им. ОГПУ
- 1939 — Трахеотомия
- 1944 — Строительство мостов

## Награды
- медаль «За оборону Ленинграда» (22 декабря 1942)[21]
- орден Красной Звезды (24 февраля 1945)[7]
- медаль «Партизану Отечественной войны»[22]
- медаль «За победу над Германией в Великой Отечественной войне 1941—1945 гг.» (9 мая 1945)[23]
- медаль «За доблестный труд в Великой Отечественной войне 1941—1945 гг.» (6 июня 1945)[24]